# 射箭镇
射箭镇，原为射箭乡，是中华人民共和国四川省广元市昭化区下辖的一个乡镇级行政单位。2019年12月，撤销射箭乡、明觉镇，设立射箭镇，将原射箭乡和原明觉镇明觉社区、云峰村、利华村、鹅项村、帽壳村、五房村、前锋村及原梅树乡潼梓村、潼北村所属行政区域划归射箭镇管辖，射箭镇人民政府驻政府街43号。

## 行政区划
射箭镇下辖以下地区：
京元村、笔架村、塔子村、板石村、三好村、红花村、晒金村、丁角村和龙江村。